# Ismael Alvariza
Ismael Alvariza (Pelotas, 16 de abril de 1897 — São Paulo, ?) foi um futebolista brasileiro, mais bem conhecido por ser o primeiro jogador de um clube gaúcho a ser convocado para a Seleção Brasileira.
O ponta esquerda de velocidade entrou no Grêmio Esportivo Brasil de Pelotas em 1914 e fez parte do time que sagrou-se o primeiro Campeão do Rio Grande do Sul por 5–1 contra o Grêmio FBPA, na capital Porto Alegre.
Em março e abril de 1920 participou com o GE Brasil no primeiro torneio interestadual para clubes da Confederação Brasileira de Futebol, então Confederação Brasileira de Desportos, no Rio de Janeiro. Os outros times foram o Fluminense FC, como campeão carioca, e o vencedor de São Paulo, o CA Paulistano. GE Brasil perdeu os partidas com resultados de 2×6 e 3–7 no Estádio das Laranjeiras.
Alvariza estreia na seleção brasileira no primeiro jogo do Campeonato Sul-Americano de 1920 em Viña del Mar, Chile, contra os anfitriões em 11 de setembro de 1920, onde fez o gol único da partida aos 53 minutos. Alvariza jogou por mais duas na competição e o Brasil acabou em terceiro lugar entre quatro participantes. 
Ele também fez parte de um jogo amistoso Brasil contra a Argentina em 5 de outubro de 1920 onde as duas seleções entraram em campo incompletas, devido a um protesto contra um jornal argentino que publicou um desenho da seleção brasileira como macacos, e alguns jogadores se recusaram a entrar em campo.
Mais tarde em 1920, Alvariza transferiu-se para o Guarany FC de Bagé, onde jogou até o final de 1921. Em 1922 foi contratado pelo Esporte Clube Sírio de São Paulo, onde encerrou o sua carreira em 1930. Alvariza passou a residir em São Paulo, onde morreu anos depois.